# Włodzimierz Jastrzębski

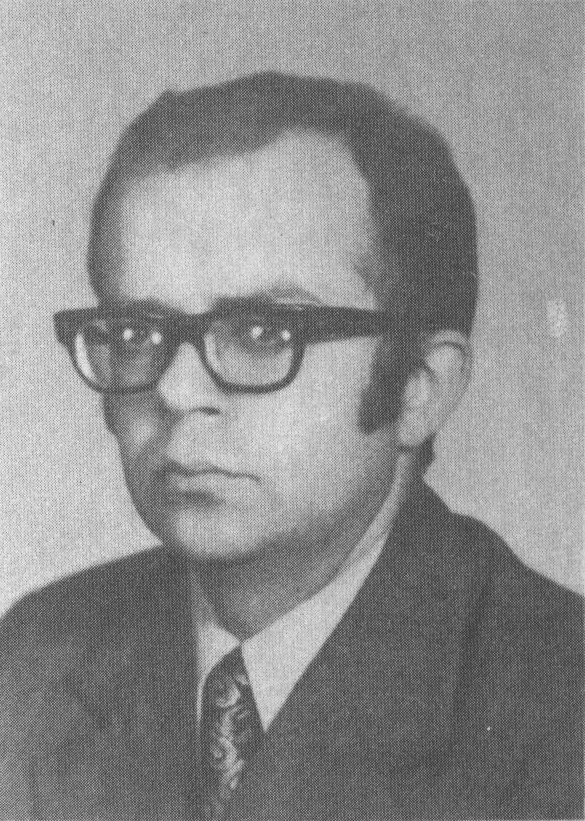
Włodzimierz Jastrzębski (um 1970)

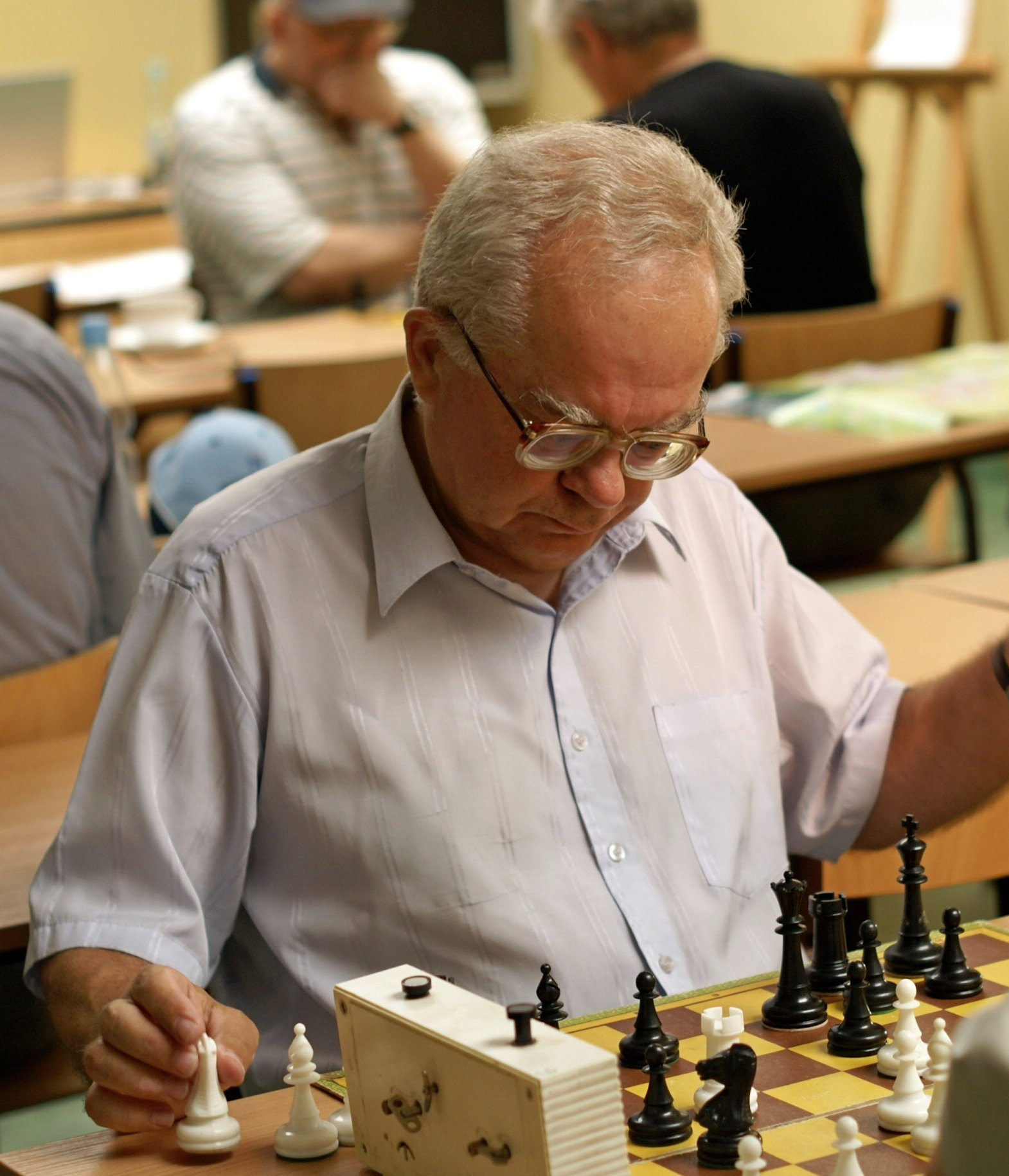
Włodzimierz Jastrzębski (2010)

Włodzimierz Jastrzębski (* 3. September 1939 in Siedlce; † 26. Januar 2024 in Bydgoszcz) war ein polnischer Historiker. Sein Spezialgebiet war die Geschichte Polens im Zweiten Weltkrieg. Als einer der führenden Lokalhistoriker Bydgoszczs sorgte er 2003 für Aufsehen, als er den bisherigen Konsens unter polnischen Historikern in Frage stellte, dass die Ereignisse des Bromberger Blutsonntags 1939 die Reaktion auf eine deutsche Diversion und Sabotageaktion gewesen seien.

## Leben und Werk
Jastrzębski schloss 1963 sein Studium an der Nikolaus-Kopernikus-Universität Toruń ab. Er wurde 1968 ebendort mit einer Arbeit über die nationalsozialistischen Aussiedlungen aus den als Reichsgauen Danzig-Westpreußen sowie Wartheland dem Deutschen Reich einverleibten polnischen Gebieten von 1939 bis 1945 promoviert und habilitierte sich 1977 an der Adam-Mickiewicz-Universität Posen über die deutsche Nationalitätenpolitik im Reichsgau Danzig-Westpreußen (1939–1945).
Sein akademisches Berufsleben verbrachte Jastrzębski in Bydgoszcz. Er lehrte an der dortigen Pädagogischen Hochschule, die schließlich 2005 zur Kazimierz-Wielki-Universität Bydgoszcz umgewandelt wurde. Von 1990 bis 1996 amtierte er als Dekan der Philosophischen Fakultät, und von 1996 bis 2003 leitete er das dortige Institut für Geschichte.
Bis etwa 1990 vertrat Jastrzębski in seinen Arbeiten einen nationalpolnischen Standpunkt. So veröffentlichte er 1988 „Dywersja czy masakra?“ („Diversion oder Massaker?“) über die Ereignisse des Bromberger Blutsonntags, das in leicht überarbeiteter Form 1990 auch in deutscher Übersetzung beim West-Institut (Instytut Zachodni) in Posen unter dem Titel Der Bromberger Blutsonntag. Legende und Wirklichkeit erschien. Darin vertrat Jastrzębski die These, die deutsche Minderheit in Polen sei die „5. Kolonne“ der Nationalsozialisten gewesen und schrieb, in Bydgoszcz (Bromberg) habe es eine deutsche Diversion und kein Massaker an „Volksdeutschen“ gegeben. Deutsche Provokateure hätten auf abziehende polnische Truppen geschossen und so die polnische Reaktion herbeigeführt.
Im Jahr 2003 brach Jastrzębski in einem aufsehenerregenden Interview in der Gazeta Wyborcza mit dieser unter polnischen Historikern seit Jahrzehnten dominierenden Einschätzung. Er argumentierte seitdem, dass im Chaos des Rückzugs polnische Bewohner Brombergs auf die sich zurückziehenden polnischen Soldaten geschossen hätten, und dass marodierende polnische Soldaten deutsche Bewohner Brombergs als Rache für die erlittenen Niederlagen ermordet hätten. Jastrzębskis neue Thesen stießen in Polen auf heftigen Widerspruch und führten zur Einsetzung einer Historikerkommission des Institut für nationales Gedenken (IPN). Die Arbeit dieser Kommission brachte nach Einschätzung des Historikers Markus Krzoska „wenig Neues“ und beharrte auf der These von der volksdeutschen Diversion.
Für sein Buch Die deutsche Minderheit in Polen im September 1939 (2012) wertete Jastrzębski als erster polnischer Historiker die Berichte deutscher Zivilisten aus dem Bestand der „Ostdokumentation“ des Bundesarchivs in Bayreuth aus. Der Rezensent der Zeitschrift für Ostmitteleuropa-Forschung fand, dass dabei ein „neues und helleres Licht auf die Situation der deutschen Minderheit in Polen“ nach dem deutschen Überfall auf Polen geworfen werde, schätzte Jastrzębskis Ausführungen aber als zu einseitig deutschfreundlich ein und fand, sie seien „von einer subjektiven Sichtweise bestimmt, in der die deutsche Minderheit zu pauschal als Opfer und die polnischen Soldaten und Zivilisten als Täter stilisiert werden.“ Laut Markus Kroszka fanden Jastrzębskis Thesen weder unter der Bydgoszczer Bevölkerung noch bei den deutschen Vertriebenen positiven Widerhall.
Jastrzębski verstarb am 26. Januar 2024 in Bydgoszcz.

## Veröffentlichungen
- Potulice. Hitlerowski obóz przesiedleńczy i pracy ; (Luty 1941 r.-styczeń 1945 r.). Bydgoskie Towarzystwo naukowe Państw. Wyd. naukowe, oddział w Poznaniu, Bydgoszcz 1967.
- Hitlerowskie wysiedlenia z ziem polskich wcielonych do Rzeszy 1939–1945. Instytut zachodni, Poznań 1968.
- Terror i zbrodnia. Eksterminacja ludności polskiej i żydowskiej w rejencji bydgoskiej w latach 1939–1945. 1. Auflage. Wydawnictwo Interpress, Warszawa 1974.
- Polityka narodowościowa w okre̜gu Rzeszy Gdańsk - Prusy Zachodnie. (1939–1945). Wyższa Szkoła Pedag, Bydgoszcz 1977.
- Szkice z dziejów ruchu młodzieżowego w województwie pomorskim (bydgoskim) w latach 1920-1981. Praca zbiorowa. Pomorze, Bydgoszcz 1987, ISBN 9788370034184.
- Dywersja czy masakra ? Cywilna obrona Bydgoszczy we wrześniu 1939 r. Krajowa Agencja Wydawnicza, Gdańsk 1988, ISBN 9788303021939.
  - Deutsch: Der Bromberger Blutsonntag – Legende und Wirklichkeit. Westinstitut (Instytut Zachodni), Poznań 1990, ISBN 83-85003-38-X.
- W dalekim, obcym kraju. Deportacje Polaków z Pomorza do ZSRR w 1945 roku. 1. Auflage. Pomorze, Bydgoszcz 1990, ISBN 9788370031381.
- Administracja, ludność, gospodarka, kultura i oświata na polskich ziemiach wcielonych do Trzeciej Rzeszy w świetle niemieckich dokumentów z 1944 r. Wydawn. Uczelniane WSP w Bydgoszczy; Instytut Zachodni w Poznaniu, Bydgoszcz, Poznań 1999, ISBN 9788387688042.
- Mniejszość niemiecka w Polsce we wrześniu 1939 roku. Wydawnictwo Adam Marszałek, Toruń 2010, ISBN 8376115987.
- Die deutsche Minderheit in Polen im September 1939. Nicolaus-Copernicus-Verlag, Münster 2012, ISBN 978-3-924238-43-8.
- Okupacyjne losy ziem polskich wcielonych do III Rzeszy (1939–1945). Wydawnictwo Wyższej Szkoły Gospodarki, Bydgoszcz 2017, ISBN 8365507080.
- mit Marek Rzepa und Roman Szada: Polskie radio na Pomorzu i Kujawach 1935–2005. Manufactura, Bydgoszcz 2005, ISBN 9788392195504.